# Heros (Berlijn)
Heros is een historisch merk van motorfietsen.
De bedrijfsnaam was: Heros Motorfahrzeug GmbH, Berlin.
Heros was een van de honderden Duitse bedrijven die in 1923 begonnen met de motorfietsproductie, als deel van de Duitse "motorboom" in het begin van de jaren twintig. Verreweg de meeste van deze kleine merken gebruikten inbouwmotoren van andere merken, in het geval van Heros waren dit 142cc-DKW-motortjes.
De concurrentie onder deze kleine motorfietsmerken was groot, in de vestigingsplaats van Heros, Berlijn, waren er al tientallen. Ze konden geen dealernetwerk opbouwen vanwege de lage productie-aantallen en sloten bijna allemaal binnen enkele jaren de deuren. Heros beëindigde de productie al in 1924.
- Er was nog een merk met de naam Heros, zie Heros (Niederoderwitz).